# Hymenocoleus multinervis
Hymenocoleus multinervis är en måreväxtart som beskrevs av Elmar Robbrecht. Hymenocoleus multinervis ingår i släktet Hymenocoleus och familjen måreväxter. Inga underarter finns listade i Catalogue of Life.